# Uniós polgárság
Az uniós polgárság az Európai Unió egyik fontos jogintézménye.
Fogalmát legelőször a maastrichti szerződés foglalta össze. Aki valamelyik tagállam polgára, az uniós polgárrá is válik egyben. Az uniós polgárság azonban nem  állampolgárság, ezért az uniós polgárság nem teszi szükségszerűvé, hogy a mindenkori tagállamok állampolgárai egyben kettős állampolgárok legyenek.  Az uniós polgárság és az állampolgárság két, egymástól elválaszthatatlan, de mégis független fogalom. Míg az állampolgárságot az adott tagállam nemzeti törvényei határozzák meg, addig az uniós polgárság csak kiegészíti, de nem helyettesíti az állampolgárságot. Lényege, hogy a tagállami állampolgárságból fakadó jogokat és kötelezettségeket kiegészíti, és további jogokat fogalmaz meg.
Az uniós polgárság számos joggal ruházza fel a polgárokat: több területen is az EU polgároknak ugyanolyan vagy hasonló jogaik vannak az egyes EU országokban, mint az adott ország polgárainak. Ezek közé tartozik például ):
- a szabad mozgás és a tartózkodás joga a tagállamokban;
- szavazójog és választhatóság az Európai Parlamentben és a lakóhely szerinti ország önkormányzati választásain;
- jog a diplomáciai védelemhez;
- jog ahhoz, hogy petíciót nyújtson be az Európai Parlamenthez;
- jog ahhoz, hogy ombudsman képviselje az érdekeit.

A tartózkodás joga nemcsak azt jelenti, hogy letelepedhet az adott országban, hanem hogy munkát is vállalhat, kivéve a katonai és egyéb védelmi jellegű munkákat.